# Christian Wiyghan Tumi
Christian Wiyghan Tumi, né le 15 octobre 1930 à Kikaikelaki (Kumbo) au Cameroun britannique et mort le 3 avril 2021 à Douala, est un cardinal camerounais. Il est successivement évêque de Yagoua (1979-1982), archevêque coadjuteur puis archevêque de Garoua (1982-1991) et archevêque de Douala (1991-2009).

## Biographie

### Enfance, formation et débuts
Christian Wiyghan Tumi est né le 15 octobre 1930 à Kikaikelaki, banlieue de Kumbo. Après avoir été ordonné prêtre le 17 avril 1966 pour le diocèse de Buéa, Christian Wiyghan Tumi poursuit sa formation en sciences de l'éducation au Nigeria puis à Londres (Grande-Bretagne), en théologie à l'Institut catholique de Lyon (France) où il obtient une licence et en philosophie à l'université de Fribourg (Suisse) où il obtient un doctorat.

### Carrière

#### Prêtre, évêque
De retour au Cameroun, il est nommé recteur du grand séminaire régional de Bambui dans l'archidiocèse de Bamenda.
Nommé évêque de Yagoua au Cameroun le 6 décembre 1979, il est consacré le 6 janvier 1980 par le pape Jean-Paul II en personne. Le 19 novembre 1982, il devient archevêque coadjuteur de Garoua, diocèse dont il devient archevêque le 17 mars 1984. Enfin, il devient archevêque de Douala le 31 août 1991.
Il préside la Conférence épiscopale nationale du Cameroun (en) entre 1985 et 1991.
Il se retire de sa charge d'archevêque le 17 novembre 2009 à l'âge de 79 ans. Son coadjuteur, Samuel Kleda, lui succède.

#### Cardinal
Il est créé cardinal par le pape Jean-Paul II lors du consistoire du 28 juin 1988 avec le titre de cardinal-prêtre de Santi Martiri dell'Uganda a Poggio Ameno.
Au sein de la Curie romaine, il est membre de la Congrégation pour l'évangélisation des peuples, de la Congrégation pour l'éducation catholique, de la Congrégation pour le culte divin et la discipline des sacrements, du Conseil pontifical « Cor unum » pour la promotion humaine et chrétienne et du Conseil pontifical pour la famille.
Il participe au conclave de 2005 qui voit l'élection de Benoît XVI. Mais en atteignant la limite d'âge le 15 octobre 2010, il ne peut prendre part aux votes du conclave de 2013 qui voit l'élection du pape François.
Il meurt le 3 avril 2021 à Douala.

## Engagements

### Positions politiques
Il se prononce en 2009 contre la décriminalisation de l'homosexualité et critique le gouvernement de l'époque pour avoir ratifié la Déclaration de Maputo de 2003 sur les droits humains en Afrique. La même année, il organise une marche contre l’homosexualité, qui réunit 20 000 participants. Plus tard, il déclare : « Même les bêtes ne font pas ça, quel que soit le niveau, quel que soit l’endroit… C’est condamnable ».

### Enlèvement et libération
Le 5 novembre 2020, Christian Tumi est enlevé — en compagnie de onze autres personnes parmi lesquelles Fon Sehm Mbinglo II, le chef traditionnel des Nso — dans la région du Nord-Ouest du Cameroun par des séparatistes en conflit avec les autorités depuis fin 2017. Le 6 novembre 2020, il est enlevé.

## Distinctions
- Le 9 septembre 2008, le cardinal Tumi reçoit le prix Cardinal von Galen, décerné par l'ONG Human Life International (en) « en reconnaissance de près d'un demi-siècle de pastorale de ce Prélat en faveur de la famille, des laissés pour compte, de l'avènement et du respect du jeu démocratique au Cameroun[6] ».